# Nycteropa subovalis
Nycteropa subovalis är en fjärilsart som beskrevs av Turner 1941. Nycteropa subovalis ingår i släktet Nycteropa och familjen tandspinnare. Inga underarter finns listade i Catalogue of Life.